# Eterno benedicente con cherubini e angeli
L'Eterno benedicente con cherubini e angeli è un dipinto a olio su tavola (114x230 cm) di Pietro Perugino, databile al 1496-1500 circa e nel Musée des Beaux-Arts di Lione. Si tratta della cimasa centrale dello smembrato Polittico di San Pietro. Nello stesso museo è conservato anche lo scomparto centrale con l'Ascensione di Cristo. Fu oggetto delle spoliazioni napoleoniche. 

## Storia
Il polittico era originariamente destinato alla Basilica di San Pietro a Perugia. In seguito alla distruzione della chiesa venne smembrato in più parti. L'opera venne spedita in Francia al Louvre durante il periodo napoleonico. Dopo le restituzioni di opere d'arte, la grande tavola fece parte di quei circa 100 dipinti che rimasero in Francia, per via delle grosse dimensioni che ne rendevano difficoltoso il trasporto.

## Descrizione e stile
Lo schema della composizione era forse già stato usato nei perduti affreschi alla Cappella Sistina, e venne replicato in  numerose opere, come ad esempio la Pala di Vallombrosa, di quegli stessi anni. Dio è rappresentato in un nimbo in cielo, circondato da nuvole, cherubini e serafini e con due angeli simmetrici ai lati. Tutti i personaggi principali guardano verso il basso, dove si trova la scena principale. 
Perugino ricorse con sicurezza a uno schema misurato e piacevole, impostato sulle simmetrie e sulla pacatezza dei sentimenti, con colori brillanti ma sfumati con dolcezza e con un'attenzione ai particolari decorativi.